# Calamoideae
Die Calamoideae sind eine Unterfamilie der Palmengewächse (Arecaceae). Sie gelten als ursprünglichste Unterfamilie, umfassen rund ein Viertel aller Palmenarten und mit den Calamus die mit Abstand artenreichste Gattung. Kennzeichnendes Merkmal der Vertreter sind die sich überlappenden Schuppen auf Früchten und Fruchtknoten.

## Merkmale
Die Vertreter können sowohl zwittrige, monözische, diözische oder auch polygame Palmen sein. Sie sind einfach (hapaxanth) oder mehrfach blühend (pollakanth). Häufig sind sie stark bewehrt. Die Blätter sind gefiedert, fiederrippig oder selten fächerförmig. Die Blütenstände sind oft stark verzweigt. Die Hochblätter sind meist röhrig. Die Blüten stehen fast immer in Dyaden (in Paaren) oder Ableitungen davon. Eingeschlechtige Blüten sind nur gering unterschiedlich gestaltet. Fruchtknoten und Frucht sind Schuppen besetzt, die meist in senkrechten Reihen stehen. Der Fruchtknoten ist unvollständig in drei Fächer geteilt. Die Samenanlagen sind anatrop, ihre Mikropyle weist zum Zentrum des Fruchtknotens. Das Perikarp ist zur Fruchtreife dünn, ein Endokarp ist nicht differenziert (außer bei Eugeissona). In einer Frucht entwickeln sich ein bis drei Samen, die meist eine dicke Sarkotesta besitzen.

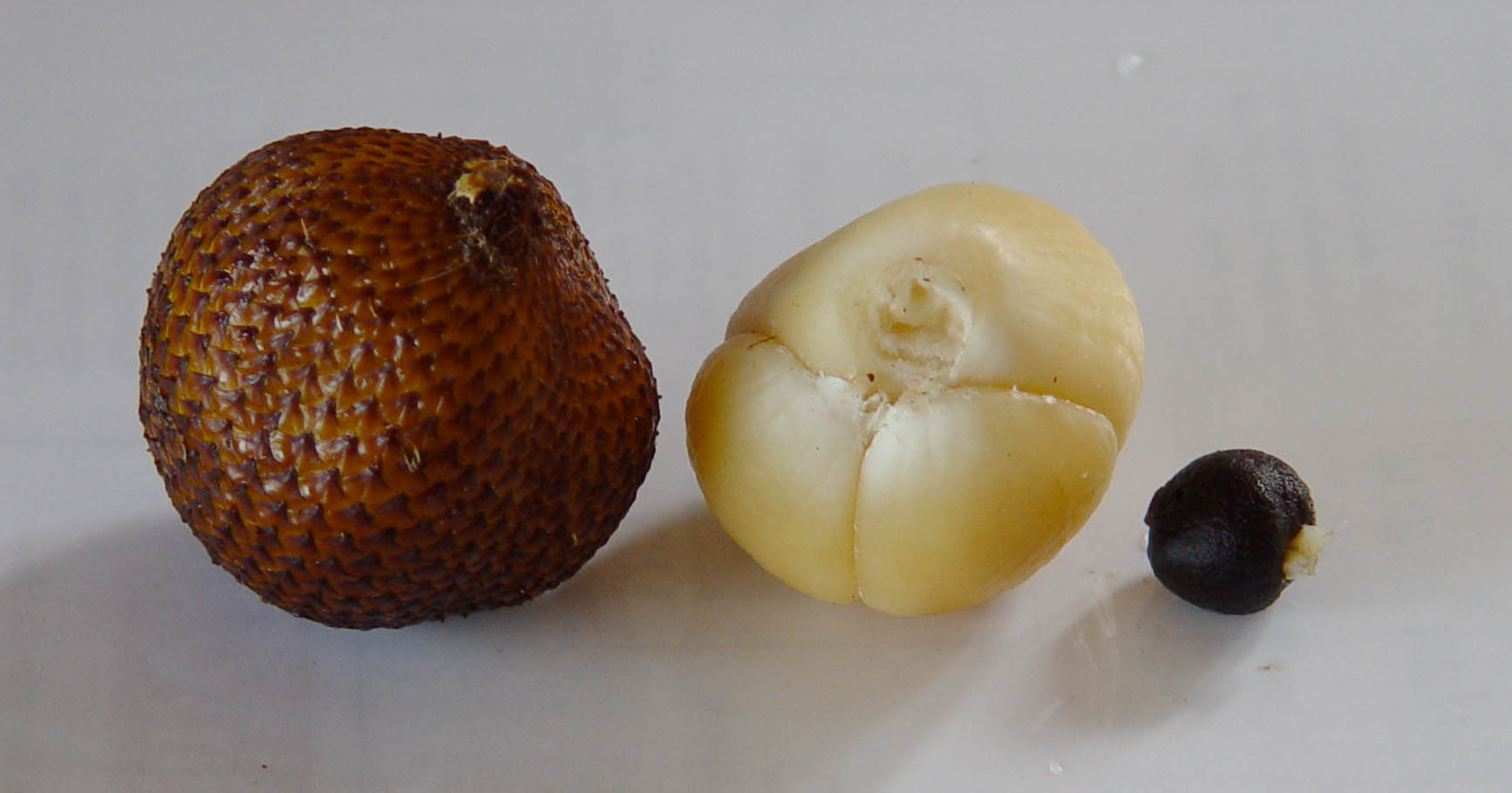
Frucht (links) der Salakpalme (Salacca zalacca) mit den für die Unterfamilie charakteristischen Schuppen

## Verbreitung
Vier Gattungen kommen in den Tropen der Neuen Welt (Neotropis) vor: Mauritia, Mauritiella, Lepidocaryum und Raphia. Der Rest ist in den Tropen der Alten Welt (Afrika, Asien, Australien) heimisch. Die höchste Artenvielfalt findet sich in Malesien und angrenzenden Gebieten Südostasiens. 

## Systematik
Die Calamoideae im Sinne von Dransfield et al. (2008) werden praktisch allen Studien als natürliche Verwandtschaftsgruppe (monophyletisch) identifiziert. In den meisten Arbeiten sind sie die Schwestergruppe aller anderen Palmen. Manche Arbeiten sehen sie als Schwestergruppe aller Palmen mit Ausnahme von Nypa. 
Innerhalb der Unterfamilie werden drei Triben unterschieden, deren Verwandtschaft sich wie folgt darstellt: 
|  | Eugeissoneae                                               |
|  |                                                            |
|  | \| \| Lepidocaryeae \| \| \| \| \| \| Calameae \| \| \| \| |
|  |                                                            |
|  | Lepidocaryeae                                              |
|  |                                                            |
|  | Calameae                                                   |
|  |                                                            |

|  | Lepidocaryeae |
|  |               |
|  | Calameae      |
|  |               |

Für eine Liste aller Gattungen, siehe Palmengewächse.

## Belege
- John Dransfield, Natalie W. Uhl, Conny B. Asmussen, William J. Baker, Madeline M. Harley, Carl E. Lewis: Genera Palmarum. The Evolution and Classification of Palms. Zweite Auflage, Royal Botanic Gardens, Kew 2008, ISBN 978-1-84246-182-2, S. 141.